# ホリディマジック
ホリディマジック（英語: Holiday Magic）は、1964年から1970年代にかけて化粧品を扱っていた、アメリカ合衆国の連鎖販売取引企業である。

## 概要
化粧品は製造原価率が低い商品であることに着目、だれもが販売員になれる仕組みを導入して事業を拡大し、27か国に進出した。4つの階層から成る独特の販売組織をもつ。「ホリディガール」とよばれる末端の販売員は、3,900円を支払うと化粧品を30%引で購入する権利を得られた。その上位の「オーガナイザー」は、32,550円を会社に納めることで「ホリディガール」を束ね手数料を得られた。「マスター・ディストリビューター」は、825,000円支払えば65％引で仕入れができた。最上位の「ジェネラル・ディストリビューター」になるためには750,000円を納め、代わりの「マスター・ディストリビューター」を組織することが必要であった。
報道によると、同社の研修は次のようなものであった。まず「あらゆる権利と請求権の包括法放棄同意書」にサインさせられる。そしてホテルの部屋で、入り口に見張りが立って監禁状態になり、参加者は自分の過去や問題点を告白するよう強要された。問いにいい加減に答えたと判断されると、唾を吐きかけられ、裸にされ、殴られたり踏みつけられたりと暴力を振るわれることもあった。コンプレックスを含め洗いざらい告白したと認められると、手のひらを返すように扱いが変わり、全員から祝福されたという。このような激しい研修スタイルは自己啓発セミナーに一部が引き継がれている。
1973年、事業がネズミ講にあたるとして、当局から創業者ウィリアム・ペン・パトリックに対し販売員から集めた資格料の返済が命じられ、6月9日にヘンドリックは自家用機を墜落させ死亡。翌1974年、アメリカ法人が解散した。
日本では1973年2月末日から営業を開始。同年10月の時点でゼネラル・ディストリビューターが約1,200人、マスター・ディストリビューターが約3,000人、ホリディガールが約10,000人いた。末端まで商品が満足に届くことはなく、上部からは商品を売るよりも出資者を見つけろという指示が出ていた。やがてマルチ商法であるとしてホリディマジック全国被害者対策委員会が発足、1974年10月に出資金の返金を求められた。国会でも問題になり、社長が参考人として招致された。
1974年10月、同社の販売する化粧品を東京都が検査した結果、皮膚障害を起こす等の不良品が含まれていたため、回収を命じた。1975年6月、公正取引委員会が、同社の商法は独占禁止法違反（不当な利益による顧客誘引）に当たるとして、中止を勧告した。1977年、日本法人が倒産した。